# Absolute Power
Absolute Power ist ein US-amerikanischer Spielfilm von 1997. Clint Eastwood inszenierte und produzierte den Film nicht nur, sondern spielte auch die Hauptrolle des Einbrechers Luther, der bei seinem letzten Coup Zeuge wird, wie der Secret Service die Geliebte des US-Präsidenten Alan Richmond, verkörpert von Gene Hackman, ermordet. Nun muss dafür gesorgt werden, dass Luther Whitney nicht darüber sprechen kann. Das Drehbuch schrieb William Goldman nach einem Roman von David Baldacci.

## Handlung
In Washington, D.C. bricht der alternde Dieb Luther Whitney in das Haus des Milliardärs Walter Sullivan ein und räumt eine geheime Kammer neben dem Schlafzimmer aus. Unerwartet kommt Christy, die Ehefrau Sullivans, mit einem Mann ins Haus und in das Schlafzimmer. Beide sind ziemlich betrunken. Whitney kann sich die ganze Zeit über in der Kammer verstecken und muss das anfängliche Liebesspiel der beiden durch einen venezianischen Spiegel mit ansehen.
Aus dem Liebesspiel wird Ernst, als der Mann die Frau schlägt und versucht, mit ihr gegen ihren Willen sadistischen Sex auszuführen. Im Zweikampf kann die Frau die Oberhand gewinnen, bedroht und verletzt nun den Mann mit einem Brieföffner. Als der Mann anfängt, um Hilfe zu schreien, stürmen zwei Männer herein und erschießen die Frau. Eine weitere Frau, offensichtlich die Chefin der beiden Todesschützen, erscheint im Schlafzimmer. Die drei verbringen die Nacht damit, den Tatort von Spuren, die auf ihren Schützling hindeuten, zu säubern. Dabei vergessen sie jedoch das wichtigste Beweismittel: den blutverschmierten und mit Fingerabdrücken übersäten Brieföffner.
Nachdem die Täter das Schlafzimmer verlassen haben, kommt Whitney aus der Geheimkammer und nimmt den Brieföffner an sich. Die Gruppe will gerade das Grundstück verlassen, als sie den Verlust der Tatwaffe und Whitneys Anwesenheit im Schlafzimmer bemerken. Die beiden Todesschützen verfolgen Whitney durch den Wald, er kann jedoch fliehen.
Nachfolgend stellt sich heraus, dass der Liebhaber der Milliardärsgattin der Präsident der USA, Alan Richmond, ist. Die beiden Todesschützen, Bill Burton und Tim Collin, sind  Agenten des Secret Service, die Frau ist Gloria Russell, die Stabschefin des Weißen Hauses. Richmond ist zudem ein enger persönlicher Freund Sullivans. Offiziell wird der Mord als Tat eines Fremdtäters deklariert, und Richmond verspricht bei einer öffentlichen Pressekonferenz, alles zu tun, um den Fall aufklären zu lassen. Diese Übertragung bekommt Whitney zufällig mit, als er im Begriff ist, verkleidet und mit falschen Pässen das Land zu verlassen. Erzürnt von der Scheinheiligkeit des Präsidenten, beschließt er, doch noch zu bleiben und dem Präsidenten und seinen Mitwissern einzuheizen.
Der Secret Service arbeitet an der Jagd auf Whitney. Police Detective Seth Frank leitet die Ermittlungen auf der zivilen Seite und kommt auch bald auf die Spur Luther Whitneys, hat aber bald Zweifel, dass dieser am Mord schuldig ist – zumal die übrig gebliebenen Spuren am Tatort äußerst widersprüchlich sind und nicht zu Whitneys Modus Operandi passen. Frank setzt sich mit Whitneys Tochter Kate in Verbindung, die als Staatsanwältin tätig ist und schon vor dem Tod ihrer Mutter sich ihrem Vater entfremdet hat, obwohl dieser sich immer noch sehr um sie sorgt. Es gelingt ihm schließlich, Kate zur Zusammenarbeit zu bewegen, und diese kontaktiert Whitney und vereinbart mit ihm ein Treffen in einem Café. Doch der Secret Service hört mit, und Collin wird mit einem Scharfschützengewehr auf ihn angesetzt. Zudem hat Sullivan einen eigenen Killer angeheuert, um den Tod seiner geliebten Frau zu rächen. Der Doppelanschlag schlägt jedoch fehl, und Whitney entkommt als Polizeioffizier verkleidet. Er kehrt aber zu seiner Tochter zurück und erzählt ihr die ganze Wahrheit über den Fall. Zudem gewinnt Whitney in Frank, der sich in Kate verliebt hat, einen weiteren stillen Verbündeten.
Schließlich beschließt Richmond, neben Whitney auch dessen Tochter, die er als Anwältin und Mitwisserin fürchtet, beseitigen zu lassen. Dabei wird sie mit ihrem Auto eine Klippe hinabgestürzt. Kate überlebt diesen Mordanschlag schwer verletzt. Als sie im Krankenhaus liegt, will Collin ihr, als Arzt verkleidet, eine tödliche Injektion verabreichen, doch Whitney bewacht sie und injiziert ihm seinerseits ein tödliches Mittel. Burton, den seit dem Mord an Christy und jetzt besonders nach dem Anschlag auf Kate Gewissensbisse plagen, tötet sich selbst. Mit seinen auf Band hinterlassenen Aussagen als Beweis wird Gloria Russell verhaftet.
Whitney, der das Diebesgut zurückgebracht hat, konfrontiert Sullivan mit der Wahrheit und übergibt ihm als Beweis den Brieföffner. Sullivan ist so verbittert, dass er sich sofort mit dem Brieföffner ins Weiße Haus begibt. Er wird als Vertrauter des Präsidenten ohne Kontrolle eingelassen. Kurz darauf berichten die Medien, der Präsident habe Selbstmord begangen. Detective Frank besucht Kate am Krankenbett und verlässt den Raum, nachdem Whitney hereinkommt. Am Ende des Films wacht Kate kurz nach dem Besuch Franks aus ihrem Halbschlaf auf und fragt Whitney, ob Frank sie besucht habe. Whitney schlägt ihr vor, ihn doch mal zum Essen einzuladen.

## Kritiken
„Die Kolportagegeschichte spekuliert mit vagen Ähnlichkeiten zu allgemein bekannten Washingtoner Ereignissen und sichert sich die Aufmerksamkeit des Publikums durch unbekümmerte sensationelle Übertreibung. In der kühlen, mehr an Personen als an Action interessierten Inszenierung verrät die garstige Story dennoch mehr über den Zustand der amerikanischen Gesellschaft, als man zunächst vermuten sollte.“

„Wie Eastwood und sein Team [...] die gesamte erste Filmhälfte erzählerisch bewältigen, das ist im gegenwärtigen Unterhaltungskino ohne Vergleich: wie räumliche und zeitliche Entfaltung ineinandergehen, gemessenen Schritts, aber behende; wie Nebenfiguren über ihre reine Funktionalität hinaus als Akteure ins Spiel gebracht werden, in wenigen Strichen mit Motiven, Zweifeln, Beschädigungen ausgestattet; wie schließlich zur Mitte des Films ein Showdown auf offenem Platz, fulminant montiert aus fünf verschiedenen Perspektiven, zur Innenansicht von Paranoia und Verrat gerät – all dies sind praktische Belege einer schon rar gewordenen Ethik der Form im Genrekino. Auch als Schauspieler, in Gang und Sprache, wird Eastwood Henry Fonda immer ähnlicher. [...] Als fehlten ihm die Lust und der Mut, noch jene dritte Stunde zu verbrauchen, die notwendig wäre, um auf gleichem Niveau ein Ende zu finden, rafft der Film den ganzen Plot mit ein paar lahmen Posen und erzählerischen Kurzschlüssen zusammen.“

## Auszeichnungen
Die Deutsche Film- und Medienbewertung FBW verlieh dem Film das Prädikat „besonders wertvoll“.
Judy Davis wurde für ihre Rolle für den Filmpreis Blockbuster Entertainment Award nominiert.